# آبشارهای شولز
آبشار های شولز (به انگلیسی: High Shoals Falls) آبشاری است که در کارولینای شمالی، ایالات متحده آمریکا واقع شده و ارتفاع کلی ریزشگاه آن ۸۰ فوت (۲۴ متر) است.